# Grêmio Esportivo Glória
Der Grêmio Esportivo Glória, auch bekannt als Glória de Vacaria, ist ein Fußballverein aus Vacaria im brasilianischen Bundesstaat Rio Grande do Sul. Sein Maskottchen ist der Löwe.

## Geschichte
Glória wurde am 15. November 1956 von einer Gruppe junger Sportler gegründet. Die Priorität bestand darin, an lokalen Amateurturnieren teilzunehmen. Der erste Platz lag an der Rua Borges de Medeiros im Stadtteil Glória. Auf diesen bezieht sich auch der Name des Klubs. Der weitere auf den Grêmio FBPA aus Porto Alegre, einen der größten Klubs aus Rio Grande so Sul. Auch an dessen Klubfarben orientierte man sich. 12.09.1956 bestreitet der Klub sein Debütspiel und besiegt die Mannschaft der Fazenda da Ramada mit 1:0. Bereits drei Jahre nach der Gründung zog Glória erstmals um. Neuer Standort wurde das heutige städtische Sportgymnasium (ehemals CMD, heute DMD) in der Rua Campos Sales. Durch eine Spende erhielt der Klub 1962 das Grundstücks an der Avenida Militar auf dem sich heute sein Stadion Altos da Glória befindet.
Dem regionalen Fußballverband, dem Federação Gaúcha de Futebol (FGF), trat Glória 1964 bei. 1967 schloss Glória sich mit der Sociedade Esportiva Avenida zusammen, woraus der Glória Avenida entstand, welcher bis Anfang der 1970er Jahre bestand. 1973 waren die Arbeiten in der Avenida Militar abgeschlossen und das Altos da Glória wurde am 15. November eingeweiht.
1979 gab Glória seinen Einstand in der Série A2 der Staatsmeisterschaft von Rio Grande do Sul, deren zweiten Liga. Das erste Spiel fand am 18. März beim EC Botafogo aus Fagundes Varela statt. Das Debüt war mit einem 3:2-Sieg erfolgreich. Man trat noch im Folgejahr an und zog sich danach zunächst vom Spielbetrieb zurück. Die Rückkehr erfolgte 1985, wo Glória in der Terceira Divisão, der dritten regionalen Liga antrat. Man erreichte einen Aufstiegsplatz und spielt seitdem in einer der Ligen der Staatsmeisterschaft.
1989 durfte Glória das erste Mal am nationalen Ligabetrieb teilnehmen. Man profitierte von der Erweiterung des Teilnehmerfeldes in der Série B, der zweiten nationalen Liga, von 24 auf 96 Teilnehmer. In der Divisão Especial 1989 trat der Klub in der Gruppe O gegen fünf Konkurrenten an. Die beiden besten der Gruppe kamen in die zweite Runde. Glória empfing am 9. September zu seinem ersten Spiel den Blumenau EC. Die Partie endete 1:1. Seinen ersten Sieg in der Liga strich man am 30. September beim CE Bento Gonçalves ein (1:0). Am Ende der Gruppenphase belegte der Klub mit vier Siegen, vier Unentschieden und zwei Niederlagen bei 13:9 Toren, den vierten Platz und schied aus. Im Gesamtklassement reichte es für den 34. Platz.
2005 kam Glória zu seinem zweiten Antritt auf nationaler Ebene. Dieses Mal in Série C. Der Klub trat in der Gruppe 16 an. Von den vier Klubs in dieser, kamen die besten zwei in die nächste Runde. Glória gelang es als Gruppensieger. In der zweiten Runde schied man dann gegen den Joinville EC mit 1:3 und 0:0 aus. In dem Jahr war Glória auch für den Copa do Brasil, den nationalen Pokalwettbewerb, qualifiziert, sagte aber vor Turnierbeginn seine Teilnahme ab.
2021 nahm Glória zum ersten Mal am regionalen Pokalturnier, dem Copa Federação Gaúcha de Futebol, teil. Der Klub erreichte die Finalspiele im Dezember. Der Finalspielgegner heiß EC Novo Hamburgo, nach einem 2:0 im Heimspiel, konnte dieser das Ergebnis im Rückspiel nicht mehr ausgleichen (0:0) und Glória konnte den Pokalerfolg feiern. Dieser befähigte den Klub zur Teilnahme am Copa do Brasil 2022. Hier war in der Gruppe 20 der erste Konkurrent Grêmio Esportivo Brasil der 37. Der CBR-Rangliste. Glória war in dieser noch ohne Platzierung. Das Treffen gewann man zuhause mit 1:0 und kam eine Runde weiter. Hier musste Glória beim EC Vitória antreten, wo man mit 0:2 ausschied.

## Teilnahme an Fußballwettbewerben
| Wettbewerb                           | Teilnahmen                                              |
| ------------------------------------ | ------------------------------------------------------- |
| Copa do Brasil                       | 01× – 2022                                              |
| Série B                              | 01× – 1989                                              |
| Série C                              | 01× – 2005                                              |
| Staatsmeisterschaft Série A          | 17× – 1989–1999, 2003–2007, 2016                        |
| Staatsmeisterschaft Série A2         | 25× – 1979–1980, 1986–1988, 2000–2002, 2008–2015, 2017– |
| Staatsmeisterschaft Terceira Divisão | 01× – 1985                                              |
| Staatspokal                          | 02× – 2021–2022                                         |

## Erfolge
- Staatsmeisterschaft von Rio Grande do Sul – Série A2: 1988, 2015
- Copa Federação Gaúcha de Futebol: 2021